# رعد امروز
رعد امروز روزنامه‌ای بود که پس از رویداد شهریور ۱۳۲۰ به دست سیدضیاءالدین طباطبایی و مظفر فیروز و به عنوان ارگان حزب اراده ملی در حدود سال‌های ۱۳۲۳ تا ۱۳۲۵ چاپ و نشر می‌یافت.